# Oliver Wood
Oliver Wood (Londra, 21 febbraio 1942 – Los Angeles, 13 febbraio 2023) è stato un direttore della fotografia britannico.

## Biografia
Lavorò per oltre vent'anni a film di serie B tra Europa e Stati Uniti, prima di farsi notare grazie alla fotografia di molti episodi della serie televisiva Miami Vice tra il 1986 e il 1989. Da allora lavorò stabilmente a Hollywood, dirigendo la fotografia di blockbuster, soprattutto d'azione, quali 58 minuti per morire - Die Harder, Face/Off - Due facce di un assassino, I Fantastici 4 e l'intera trilogia di Bourne, ottenendo una candidatura al premio BAFTA alla migliore fotografia per The Bourne Ultimatum - Il ritorno dello sciacallo. Era il direttore della fotografia originale del film Corsari (1995) prima di infortunarsi sul set ed essere sostituito da Peter Levy.

## Filmografia parziale

### Cinema
- I killers della luna di miele (The Honeymoon Killers), regia di Leonard Kastle (1970)
- Don't Go in the House, regia di Joseph Ellison (1980)
- Il serpente alato (Q), regia di Larry Cohen (1982) - non accreditato
- Alphabet City, regia di Amos Poe (1984)
- Neon Maniacs, regia di Joseph Mangine (1986)
- 58 minuti per morire - Die Harder (Die Hard 2), regia di Renny Harlin (1990)
- Le avventure di Ford Fairlane (The Adventures of Ford Fairlane), regia di Renny Harlin (1990)
- Un mitico viaggio (Bill & Ted's Bogus Journey), regia di Peter Hewitt (1991)
- Vediamoci stasera... porta il morto (Mystery Date), regia di Jonathan Wacks (1991)
- Rudy - Il successo di un sogno (Rudy), regia di David Anspaugh (1993)
- Amore con interessi (For Love or Money), regia di Barry Sonnenfeld (1993)
- Sister Act 2 - Più svitata che mai (Sister Act 2: Back in the Habit), regia di Bill Duke (1993)
- Terminal Velocity, regia di Deran Sarafian (1994)
- Goodbye Mr. Holland (Mr. Holland's Opus), regia di Stephen Herek (1995)
- Celtic Pride - Rapimento per sport (Celtic Pride), regia di Tom DeCerchio (1996)
- Due giorni senza respiro (2 Days in the Valley), regia di John Herzfeld (1996)
- Face/Off - Due facce di un assassino (Face/Off), regia di John Woo (1997)
- Linea di sangue (Switchback), regia di Jeb Stuart (1997)
- Il grande Joe (Mighty Joe Young), regia di Ron Underwood (1998)
- U-571, regia di Jonathan Mostow (2000)
- The Bourne Identity, regia di Doug Liman (2002)
- Pluto Nash (The Adventures of Pluto Nash), regia di Ron Underwood (2002)
- Le spie (I Spy), regia di Betty Thomas (2002)
- National Security - Sei in buone mani (National Security), regia di Dennis Dugan (2003)
- Quel pazzo venerdì (Freaky Friday), regia di Mark Waters (2003)
- Scooby-Doo 2 - Mostri scatenati (Scooby-Doo 2: Monsters Unleashed), regia di Raja Gosnell (2004)
- The Bourne Supremacy, regia di Paul Greengrass (2004)
- I Fantastici 4 (Fantastic Four), regia di Tim Story (2005)
- Ricky Bobby - La storia di un uomo che sapeva contare fino a uno (Talladega Nights: The Ballad of Ricky Bobby), regia di Adam McKay (2006)
- The Bourne Ultimatum - Il ritorno dello sciacallo (The Bourne Ultimatum), regia di Paul Greengrass (2007)
- Fratellastri a 40 anni (Step Brothers), regia di Adam McKay (2008)
- Il mondo dei replicanti (Surrogates), regia di Jonathan Mostow (2009)
- I poliziotti di riserva (The Other Guys), regia di Adam McKay (2010)
- Safe House - Nessuno è al sicuro (Safe House), regia di Daniel Espinosa (2012)
- Cani sciolti (2 Guns), regia di Baltasar Kormákur (2013)
- Anchorman 2 - Fotti la notizia (Anchorman 2: The Legend Continues), regia di Adam McKay (2013)
- Child 44 - Il bambino n. 44 (Child 44), regia di Daniel Espinosa (2015)
- Grimsby - Attenti a quell'altro (Grimsby), regia di Louis Leterrier (2016)
- Ben-Hur, regia di Timur Bekmambetov (2016)
- Jack Reacher - Punto di non ritorno (Jack Reacher: Never Go Back), regia di Edward Zwick (2016)
- The Equalizer 2 - Senza perdono (The Equalizer 2), regia di Antoine Fuqua (2018)
- Holmes & Watson - 2 de menti al servizio della regina (Holmes & Watson), regia di Etan Cohen (2018)
- Morbius, regia di Daniel Espinosa (2022)

### Televisione
- Miami Vice – serie TV, 53 episodi (1986-1989)

## Riconoscimenti
- Premio BAFTA
  - 2008 - Candidatura alla migliore fotografia per The Bourne Ultimatum - Il ritorno dello sciacallo[3]